# Espín
Pour les articles homonymes, voir Espín (homonymie).
Espín est un village de la province de Huesca, situé à environ cinq kilomètres à l'est-sud-est du village de Yebra de Basa, à 1 144 mètres d'altitude. Il comptait quatre foyers et vingt-quatre habitants au milieu du XIXe siècle ; le village est aujourd'hui inhabité.